# Ammospermophilus
Ammospermophilus — рід мишоподібних гризунів з родини вивіркових. Середовищем проживання є посушливі райони на південному заході Північної Америки (США, Мексика).

## Морфологічна характеристика
Довжина голови й тулуба 140–160 мм, довжина хвоста 60–90 мм, вага 100–140 грамів. Вони забарвлені в різні відтінки коричневого в залежності від виду. Для всіх видів характерна поздовжня смужка білого кольору, яку можна побачити з обох боків тіла.

## Спосіб життя
Ammospermophilus будують тунелі, в яких ховаються вночі. Протягом дня вони виходять і шукають насіння, плоди та коріння, винятково також комах і падлу. Їжу часто складають у защічні мішечки і приносять у нору. Колонії складаються з шести-восьми тварин, які живуть разом у суворій ієрархії. Самиці народжують 5–14 дитинчат після 30 днів вагітності. Тривалість життя мала через велику кількість хижаків (хижі птахи, лисиці, рисі, койоти, борсуки та гримучі змії), але в неволі вони можуть прожити до шести років. Тварини мають особливий механізм терморегуляції, який дозволяє їм шукати їжу за межами нір навіть у дуже спекотні дні.

## Загрози й охорона
Види A. harrisii, A. interpres й A. leucurus класифіковані як такі, що не перебувають під загрозою зникнення (LC), A. nelsoni — під загрозою вимирання (EN). Найбільшою загрозою є втрата середовища проживання через розвиток сільського господарства та міст, а також розвідку видобування нафти та газу.

## Види[2]
1. Ammospermophilus harrisii
2. Ammospermophilus interpres

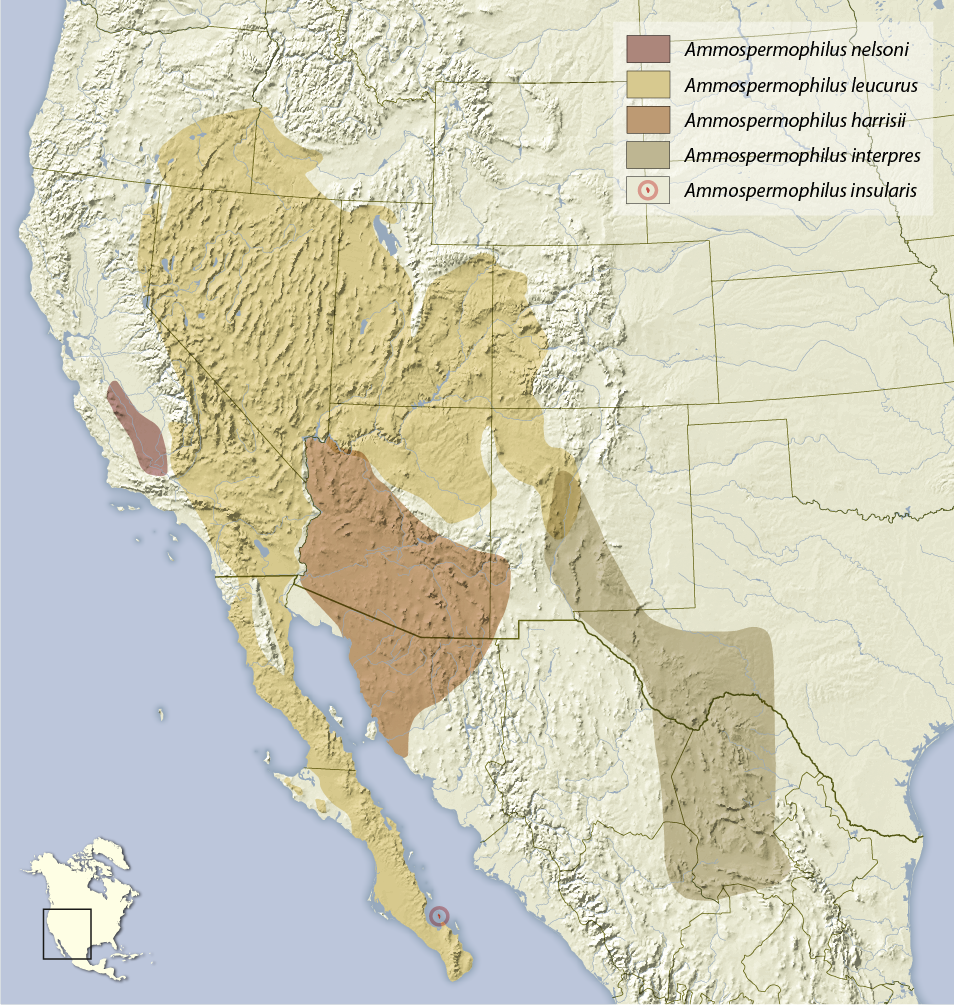

3. Ammospermophilus leucurus (у т. ч. insularis)
4. Ammospermophilus nelsoni